# Bantam Lake
Der Bantam Lake ist mit 947 acre (3, 83 km²) der größte natürliche See in Connecticut, er liegt auf dem Gebiet der Gemeinden Morris und Litchfield. Ein großer Teil der umgebenden Ländereien, unter anderem die Halbinsel von Marsh Point, wurde durch die White Memorial Foundation unter Schutz gestellt. Diese Gebiete beherbergen eine große Anzahl von Vogelarten.
Darüber hinaus befinden sich am Seeufer mehrere Camps und Campingplätze.

## Geographie
Der See liegt in den Hügeln des Litchfield County. Generell verlaufen die Senken zwischen den Hügeln von Norden nach Süden und der See schmiegt sich in diese Vertiefungen, wobei auf zwei nebeneinanderliegende Rinnen übergreift. Daher ist seine größte Ausdehnung von Norden nach Süden. Zusätzlich dazu liegen im See drei Erhebungen, die Halbinseln bilden und den See in etwa in fünf Buchten (Bays) und mehrere Coves unterteilen. Im Norden liegt östlich von Camp Hope/Point Folly die Kilbourne Cove an die sich nach einer kleinen Landzunge die North Bay anschließt. Dies ist die größte Bucht des Sees. Vom Süden her wird sie noch zusätzlich von dem Bergsporn des Marsh Point abgetrennt, welcher den Rücken zwischen den beiden Senken markiert. Dieser Rücken setzt sich nach Süden fort im Apple Hill (1120 ft = 341 m). Südlich des Berges münden mehrere Bäche, darunter der Whittlesey Brook. An der Südspitze der South Bay liegt der Camp Columbia State Park/State Forest, der nach Westen vom No Man's Land Swamp begrenzt wird. Die South Bay wird nach Norden von der Halbinsel Deer Island begrenzt. Der Mittelteil des Sees, der nach Norden (zu Point Folly) hin unter anderem in der Keeler Cove ausläuft, wird überragt von dem Wheeler Hill am Nordufer, der auf 1070 ft (326 m) über dem Meer ansteigt. Neben dem Whittlesey Brook im Süden mündet der Bantam River aus den Sumpfgebieten um LittlePond im Nordwesten in den See in der North Bay, sowie kleinere, namenlose Bäche und Quellen. Der Bantam River verlässt den See auch wieder auf der Nordseite, genauer gesagt in der Kilbourne Cove und verläuft da in vielen Windungen kurze Zeit nach Norden und wendet sich dann nach Südwesten, verläuft südliche des Mount Tom und mündet im Lake Lilinonah in den Housatonic River.

## Freizeitmöglichkeiten
Der See bietet Möglichkeiten zu einer großen Vielzahl von Wassersportarten. Unter anderem beherbergt er auch den Bantam Lake Ski Club, den ältesten ununterbrochen betriebenen Wasserski-Club in den Vereinigten Staaten, und den Litchfield Hills Rowing Club.

## Fisch-Fauna
Der See beherbergt eine ganze Anzahl an Fischarten und es ist erlaubt, zu Angeln. Neben den bekannteren einheimischen Fischarten wie Forellenbarsch, Schwarzbarsch und Sonnenbarsche (calico bass), Amerikanischer Seesaibling, Regenbogenforelle, Yellow und White Perch (Morone americana); Kettenhecht, Alewives (Alosa pseudoharengus) und Bullhead catfish (Ameiurus) ist seit einiger Zeit auch die Schleie als Neozoon eingewandert.